# Neuer Deutscher Film
Der Neue Deutsche Film (auch Junger Deutscher Film, abgekürzt JDF) war ein Filmstil in der Bundesrepublik Deutschland der 1960er und 1970er Jahre. Prägende Regisseure waren Alexander Kluge, Hansjürgen Pohland, Edgar Reitz, Wim Wenders, Volker Schlöndorff, Werner Herzog, Hans-Jürgen Syberberg, Peter Fleischmann, Werner Schroeter sowie Rosa von Praunheim  und Rainer Werner Fassbinder. Diese Filmemacher stellten Gesellschafts- und politische Kritik in den Mittelpunkt ihrer Arbeit, auch in Abgrenzung zu reinen Unterhaltungsfilmen. Als Autorenfilme wurden diese Produktionen in der Regel unabhängig von großen Filmstudios realisiert. Der Neue Deutsche Film wurde von der französischen „Nouvelle Vague“ und der 68er-Protestbewegung beeinflusst und verstand sich als Gegenbewegung zum als rückständig empfundenen westdeutschen Nachkriegskino.

## Von Joe Hembus bis zum Oberhausener Manifest
Joe Hembus forderte 1961 in seinem Pamphlet: „Der deutsche Film kann gar nicht besser sein“ eine Neuorientierung des deutschen Spielfilms. Der war im Deutschland ab den 50er Jahren dominiert von Themen wie Heimat-, Karl-May-, Schlager- und Edgar-Wallace-Filmen. Die Wortführer des JDF forderten dagegen eine Auseinandersetzung mit politischen, gesellschaftskritischen und zeitgeschichtlichen Themen. Der Film solle nicht unterhalten, sondern Denkanstöße für den Zuschauer geben. Filmemacher sollten finanziell unabhängig werden.
26 junge Filmemacher folgten am 28. Februar 1962 Joe Hembus und verlasen auf den Kurzfilmtagen das sogenannte Oberhausener Manifest.
Am 1. Februar 1965 wurde das Kuratorium junger deutscher Film e. V. gegründet, das mit Unterstützung des Bundesinnenministeriums zahlreiche junge deutsche Filme mit Krediten unterstützte.

## Anfänge in den 60er-Jahren
Die Literaturverfilmung Das Brot der frühen Jahre, produziert von Hansjürgen Pohland, gilt als der erste Film des „Neuen Deutschen Films“. Heinrich Böll selbst entwickelt die Dialoge, der junge, viel versprechende Österreicher Herbert Vesely wird als Regisseur engagiert, Wolf Wirths Kamera prägt den neuen Stil und der Jazzmusiker Attila Zoller liefert in Abstimmung mit Joachim-Ernst Berendt die Musik. Erstmals wird in Deutschland improvisierter Jazz live zu den Filmbildern eingespielt und als Soundtrack verwendet. Christa Pohland, die Ehefrau des Produzenten, fügt anschließend als Schnittmeisterin, wie bei den meisten Filmen ihres Mannes, alles zu einem großen Ganzen zusammen. Gespannt wird die Premiere bei den Internationalen Filmfestspielen von Cannes 1962 erwartet, haben doch vier der Beteiligten das Oberhausener Manifest unterzeichnet: Produzent, Regisseur, Kameramann und Hauptdarsteller.
„Das Vergangene und das Gegenwärtige durchdringen sich,“ erläutert Vesely „der Blick ist gleichzeitig und überall. Keine Handlung mit Rückblenden, sondern gleichzeitige Abläufe: Reflexionen, Möglichkeiten, Wirklichkeiten.“ „Er scheint einen neuen Impressionismus schaffen zu wollen,“ schreibt Le Figaro nach der Aufführung. „Das Brot der frühen Jahre“ markiert innerhalb der deutschen Kinogeschichte der Nachkriegszeit den Beginn des „Neuen Deutschen Films’“ und vollzieht einen nachhaltigen Bruch mit der herkömmlichen Ästhetik der populären Kinoindustrie. In Deutschland wird der Film mit 5 Bundesfilmpreisen in Gold ausgezeichnet.
Jean-Marie Straubs Film Nicht versöhnt (1965) war eines der dann folgenden Beispiele des Neuen Deutschen Films. Straub verfilmte den Böll-Roman „Billard um halbzehn“, zeigte ein Brechtsches Lehrstück deutscher Vergangenheit und Gegenwart. Nicht versöhnt spaltete die Kritik in zwei unversöhnliche Lager: Die einen waren begeistert, andere ließen kein gutes Haar an dem „neumodischen Machwerk“.
Auf den Filmfestspielen von Cannes 1966 fiel Der junge Törless auf. Volker Schlöndorff interpretiert den Roman „Die Verwirrungen des Zöglings Törleß“ von Robert Musil vor dem Hintergrund der deutschen Geschichte. Der Schüler Törleß beobachtet in einem Jungeninternat die Misshandlung eines jüdischen Mitschülers, er ist nicht einverstanden, aber er greift auch nicht ein.
Eine junge jüdische Frau, die aus der DDR in die Bundesrepublik flieht, aber auch dort nicht akzeptiert wird, ist die Protagonistin in Alexander Kluges Film Abschied von gestern, der beim Festival in Venedig 1966 mit einem Sonderpreis der Jury prämiert wurde.
Am 1. Januar 1968 trat das neue Filmförderungsgesetz in Kraft und die Filmförderungsanstalt (FFA) wurde in West-Berlin gegründet.
Bei der Berlinale 1968 wurde Werner Herzog für Lebenszeichen mit dem Silbernen Bären für Regie ausgezeichnet. Ein junger Soldat scheitert gegen Ende des Zweiten Weltkriegs mit seinem Aufbegehren.
Vom 16. bis 18. Februar organisiert eine Gruppe junger Filmemacher die „1. Hamburger Filmschau“. Ein Wochenende, das als Film-Happening in die Geschichte des Neuen Deutschen Films eingegangen ist.
Jagdszenen aus Niederbayern von Peter Fleischmann löste 1969 wiederum heftige Kontroversen aus und begründete eine Welle kritischer Heimatfilme. Ein Homosexueller zieht den Hass der bayerischen Landbevölkerung auf sich, wird des Mordes verdächtigt und gnadenlos gejagt.
Im selben Jahr debütierte Rainer Werner Fassbinder mit „Liebe ist kälter als der Tod“ auf der Berlinale. Sein Erstlingsfilm orientiert sich am amerikanischen Genrefilm und an Jean-Marie Straub, zeigt eine entfremdete Studie der Münchener Unterwelt: klinisch hell der Vordergrund, mit kahlen Hintergründen.

## Die Neue Münchner Gruppe (1964–1972)
Nach der Verkündung des Oberhausener Manifests 1962 bildete sich parallel zum Neuen Deutschen Film in München 1964 als eigenständige Strömung die Neue Münchner Gruppe, die als loser Zusammenschluss bis 1972 bestand.
Der Neuen Münchner Gruppe gehörten folgende junge Filmemacher und Regisseure an (in alphabetische Reihenfolge): Werner Enke, Dieter Geissler, „Boris“ Marran Gosov, Klaus Lemke, Martin Müller, Eckhart Schmidt, May Spils, Rudolf Thome und Max Zihlmann.
Der Begriff Neue Münchner Gruppe geht zurück auf den westdeutschen Filmkritiker Enno Patalas, der diesen Begriff erstmals 1966 in seinem Film-Artikel Ansichten einer Gruppe verwendete unter Bezugnahme auf den Filmkritiker Wilfried Berghahn und dessen Film-Artikel Münchner Schule von 1963.
Auch wenn die Neue Münchner Gruppe wie die Oberhausener Gruppe einen neuen Autorenfilm in West-Deutschland etablieren wollte, verfolgte sie dennoch unterschiedliche Ziele:
Der Neuen Münchner Gruppe ging es in erster Linie darum, das seinerzeit lässige Lebensgefühl im Münchner Stadtteil Schwabing zum Ausdruck bringen. Dabei vertrat sie nicht den intellektuellen, revolutionären und strengen Ansatz wie die Oberhausener Gruppe.
Deshalb wirken die Filme der jungen Münchner Filmemacher auch authentischer, verspielter und unbekümmerter als die dagegen ernsten Filme der Oberhausener Gruppe im Neuen Deutschen Film. Die Unterschiede der beiden Filmstile kam auch dadurch zum Ausdruck, dass im Neuen Deutschen Film keine Filmkomödien produziert wurden.
Einen der größten kommerziellen Erfolge der Neuen Münchner Gruppe erzielten May Spils und Werner Enke mit ihrer Komödie Zur Sache, Schätzchen, die am 4. Januar 1968 in die westdeutschen Kinos kam. Der Millionenerfolg erhielt bei der 18. Verleihung des Deutschen Filmpreisen anlässlich der Berlinale am 23. Juni 1968 drei Bundesfilmpreise in Gold.
Der Anti-Establishment- und Autorenfilm zeigt die philosophischen Ergüsse eines Schwabinger „Aussteigers“ und wagte es als erster Nachkriegsfilm, willkürliche Polizeigewalt zu thematisieren und auf die Schippe zu nehmen.

## Steigendes Ansehen in den 1970er-Jahren
Im nächsten Jahr, 1970, löste Michael Verhoevens Film o.k. einen Eklat auf den Berliner Festspielen aus. Amerikanische Soldaten vergewaltigen und ermorden in Vietnam ein Mädchen, Verhoeven verlegt die Handlung in die Wälder Bayerns – mit Brechtschen Verfremdungseffekten. Die Berlinale wurde abgebrochen.
Einen weiteren Skandal löste der Film Nicht der Homosexuelle ist pervers, sondern die Situation, in der er lebt von Rosa von Praunheim bei der Berlinale von 1971 aus. Der Film wurde zum Auslöser der modernen Lesben- und Schwulenbewegung in Deutschland und stellte somit unter Beweis, dass Filme reale politische und gesellschaftliche Veränderungen herbeiführen können.
Am 18. April 1971 wurde in München der genossenschaftliche „Filmverlag der Autoren“ gegründet, der Verleih und Produktion der Filmemacher organisieren sollte.
1971 hatte man in Berlin aus dem Eklat des Vorjahres gelernt und ein eigenes „Internationales Forum des Jungen Films“ der Berlinale angegliedert.
1972 arbeiteten zum ersten Mal der Regisseur Werner Herzog und der Schauspieler Klaus Kinski in dem Film Aguirre, der Zorn Gottes zusammen. Die Handlung geht auf eine historische Begebenheit im 16. Jahrhundert zurück: Ein spanischer Eroberer scheitert, als er den idealen Staat am Amazonas errichten will. Herzog prangert imperialistischen Wahn und irrsinnige Führerideen an.
Am 15. April 1973 lösten der Regisseur Wolfgang Petersen und der Autor Wolfgang Menge mit der fiktionalen Dokumentation Smog im WDR eine Umweltdiskussion aus. Wirtschaftsvertreter, Kommunal- und Landespolitiker fürchteten um das Image des Ruhrgebiets.
Mit Lina Braake oder Die Interessen der Bank können nicht die Interessen sein, die Lina Braake hat gelang Bernhard Sinkel 1975 der erste Publikumserfolg. Am 9. Oktober 1975 führte der Kassenerfolg von Volker Schlöndorffs Die verlorene Ehre der Katharina Blum zu einer neuen Euphorie im JDF. In der Verfilmung der gleichnamigen Erzählung von Heinrich Böll wird Katharina Blum durch eine Zufallsbekanntschaft mit einem angeblichen Terroristen zum Opfer von Boulevardpresse und einer aufgeheizten Öffentlichkeit, bedrängt durch die einseitig ermittelnde Justiz.
Die zeitgleich produzierten Reportfilme, Lederhosenfilme, Edgar-Wallace-Filme und Lümmelfilme schienen die Gegensätzlichkeit zwischen Kommerzfilm und künstlerisch wertvollem Film zu bestätigen. Während diesen Filmen jeder künstlerische Anspruch abgesprochen wurde und besonders die Sexfilme in öffentlichen Debatten und gesellschaftlichen Diskussionen gegen die Filmwirtschaft verwendet wurden, stellten ARD und ZDF – noch ohne private Konkurrenz und Quotendruck – dem künstlerischen Film einen Platz zur Verfügung. Auch die deutschen Feuilletons standen auf der Seite der „Jungfilmer“. Der meist geringe Publikumszuspruch hatte keine Folgen, da Kunst und Kommerz als geradezu unvereinbar galten, und so „unterstrichen viele dieser Filme gerade in der finanziellen Erfolglosigkeit den Anspruch auf Hochkultur“.

## Dokumentarfilme
1976 zeigten Klaus Wildenhahn mit Emden geht nach USA und Eberhard Fechner mit Die Comedian Harmonists – Sechs Lebensläufe die Stärken des JDF im Dokumentarfilm.
Im Sommer 1975 drohte der ostfriesischen Region um Emden eine ernste Krise, weil VW ein Zweigwerk in den USA errichten wollte. Wildenhahn beobachtete, wie die Arbeiter reagieren und sich Abwehrmaßnahmen überlegen. Die Kritik lobte die hervorragende Kameraarbeit.
Die Comedian Harmonists waren mit ihren A-cappella-Stücken („Mein kleiner grüner Kaktus“) sehr populär in den 1920er Jahren. 1935 wurden sie von den Nationalsozialisten aufgelöst, weil drei ihrer Mitglieder Juden waren. Der gleichnamige Film von Eberhard Fechner zeigt nicht in erster Linie, wie die populären Künstler lebten, sondern will den Zuschauer zum Nachdenken über die deutsche Vergangenheit anregen.
- Nives Konik: Berliner Maifestspiele. Dokumentarfilm, Vitri film production, Berlin, 2004[11]

## Internationaler Durchbruch
Den internationalen Durchbruch erzielte Wim Wenders 1977 mit Der amerikanische Freund. Die Verfilmung eines Romans von Patricia Highsmith interessiert sich mehr für die Psychologie der Protagonisten als für die äußeren Spannungsmomente. Nachdem ein Hamburger Handwerker von seiner tödlichen Krankheit erfahren hat, begeht er Morde gegen Bezahlung.
1978 entstand unter der Führung von Alexander Kluge Deutschland im Herbst, eine Filmarbeit mehrerer Regisseure des JDF, der sich mit der politischen Situation in Deutschland zur Zeit der Terroristenjagd beschäftigte und international viel beachtet wurde.
Im gleichen Jahr entstand Reinhard Hauffs Messer im Kopf, der sich mit dem gleichen Thema beschäftigte.
Ein Wissenschaftler wird bei einer Razzia angeschossen und verliert zeitweise seine Sprache und seine Erinnerung. Er sucht nach der Wahrheit und findet heraus, dass die Angst das Hauptmotiv für die übereilte Handlung des Polizisten war.
1979 entstand Die Ehe der Maria Braun von Rainer Werner Fassbinder und Volker Schlöndorff erhielt für seine Günter-Grass-Verfilmung Die Blechtrommel die Goldene Palme, den deutschen Filmpreis und den ersten Oscar für einen deutschen Film.

## Niedergang
Im September 1979 versuchten Münchener Filmemacher in der „Hamburger Erklärung“ den JDF noch einmal wiederzubeleben, doch ohne nachhaltigen Erfolg. 1981 erschien mit Der Stand der Dinge ein Film von Wim Wenders über einen Regisseur (Friedrich Munro) und dessen Film, der aus Geldmangel nicht produziert werden kann.
Während der 1970er Jahre hatten sich auf der einen Seite „Jungfilmer“ und regierende SPD, auf der anderen Seite „Altfilmer“ und oppositionelle CDU/CSU angenähert. Die Regierungsübernahme von Helmut Kohl (CDU) 1982 konnte deshalb nicht ohne Folgen bleiben. Innenminister Friedrich Zimmermann (CSU) setzte 1983, ausgelöst durch Herbert Achternbuschs Film Das Gespenst, wesentliche Änderungen für die Vergabe der Bundesfilmpreise durch. In der Bundestagssitzung vom 24. Oktober 1983 erklärte Zimmermann, er werde keine Filme finanzieren, die außer dem Produzenten niemand sehen wolle. Aufgrund der öffentlichen Kontroverse sahen über 150.000 Zuschauer den Film.
Viele Filmemacher produzierten wie Achternbusch direkt für die zahlreichen Programmkinos, die in den Uni-Städten durchaus ihr Stammpublikum hatten, so etwa Percy Adlon, Vadim Glowna, Oliver Herbrich, Klaus Lemke, Rosa von Praunheim, Christoph Schlingensief oder Rudolf Thome. Zu dieser Zeit zeichnete sich aber auch allgemein ein Wandel des Filmverständnisses ab. 1983 erschien mit Reinhard Münsters Dorado – One Way ein weiterer Metafilm, der schwarzweiß in der Art eines typischen Autorenfilms beginnt, sich aber dann immer mehr der Werbeästhetik annähert.
Der Junge Deutsche Film hatte keine herausragenden Erfolge mehr, das Publikum wandte sich mehrheitlich den amerikanischen Blockbustern zu. Auch der einheimische Unterhaltungsfilm mit internationaler Beteiligung erlebte ein Comeback, an dem der Produzent Bernd Eichinger einen erheblichen Anteil hatte. Die Regisseure des Neuen Deutschen Films arbeiteten weiter, aber sie gingen nach Hollywood (Roland Emmerich, Wolfgang Petersen), arbeiteten für das Fernsehen (Hans W. Geissendörfer, Dominik Graf, Edgar Reitz) oder drehten Experimentalfilme für ein Minderheitenpublikum (Werner Nekes, Jörg Buttgereit). Eric Rentschler resümierte: „Für viele junge deutsche Filmemacher wurde das polierte Kommerzkino zum neuen El Dorado.“
Oft wird der Tod des Hauptvertreters Rainer Werner Fassbinder 1982 als das Ende des Neuen Deutschen Filmes angesehen.
Die Filme des Neuen Deutschen Films, speziell die von Fassbinder, werden von den Filmemachern der Berliner Schule mit der mehrteiligen Werkschau Hands on Fassbinder im Jahr 2012 sehr positiv rezipiert. In diesem Sinne wird die Tradition des Neuen Deutschen Films von der Berliner Schule seit etwa 2004 wieder aufgegriffen. Der Theaterregisseur und Filmemacher Christoph Schlingensief bezeichnete seinen Film Die 120 Tage von Bottrop (1996) als letzten neuen deutschen Film.